# 始海百合
始海百合（eocrinoids）是一类已灭绝的棘皮动物，生存于寒武纪至志留纪。大多数有茎（Column），有典型的海蕾的萼（Calyx）。萼板（Thecal plate）不规则排列，萼板之间有外露的缝孔（Sutural pore）作为外呼吸孔。始海百合在分类上属于海蕾亚门（Blastozoa）下的始海百合纲（Eocrinoidea），也有人将其划为海百合亚门（Crinozoa）的一纲。